# Turčianska Štiavnička
Turčianska Štiavnička este o comună slovacă, aflată în districtul Martin din regiunea Žilina. Localitatea se află la altitudinea de 430 m deasupra n.m., se întinde pe o suprafață de 14,07 km2 și în 2017 număra 940 de locuitori. Se învecinează cu comuna Sklabinský Podzámok.

## Istoric
Localitatea Turčianska Štiavnička este atestată documentar din 1477.

## Demografie
| An:                | 1994 | 2004    | 2014    | 2024   |
| ------------------ | ---- | ------- | ------- | ------ |
| Număr de persoane: | 715  | 804     | 920     | 999    |
| Diferență:         |      | +12,44% | +14,42% | +8,58% |

| An:                | 2023 | 2024   |
| ------------------ | ---- | ------ |
| Număr de persoane: | 981  | 999    |
| Diferență:         |      | +1,83% |